# Котильон
Котильон (на френски: cotillion [котийон] – фуста) е кратък френски танц от дворцовите забави.
Появява се в началото на 18 век. Характерен е със своята шеговита насоченост, с него завършва всяка танцова забава. По време на танца всеки може да представи себе си по някакъв начин, да пофлиртува или да свали маската, ако танцовата забава е бал с маски.
Първоначално участниците са 4 двойки, разположени в квадратна формация, като при кадрил, чийто предшественик се явява котильонът. По-късно през 19 век двойките се увеличават, като се изпълняват повече и разнообразни фигури.